# Повстання Фуцзянь

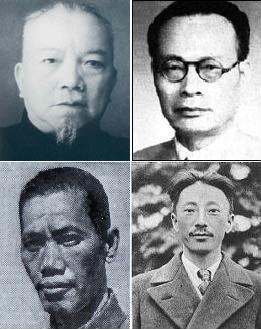
Головні лідери народного уряду Фуцзянь

Народний уряд Фуцзя́нь — це загальна назва Народно-революційного уряду Республіки Китай — (1933—1934), також відомий як народний уряд Фуцзяні, був короткочасним антигомінданівським урядом у провінції Фуцзянь Китайської Республіки. Повстання, яке призвело до його формування та краху, відоме як Фуцзянський інцидент (閩變; або 福建事變;) або Фуцзяньське повстання.

## Історія

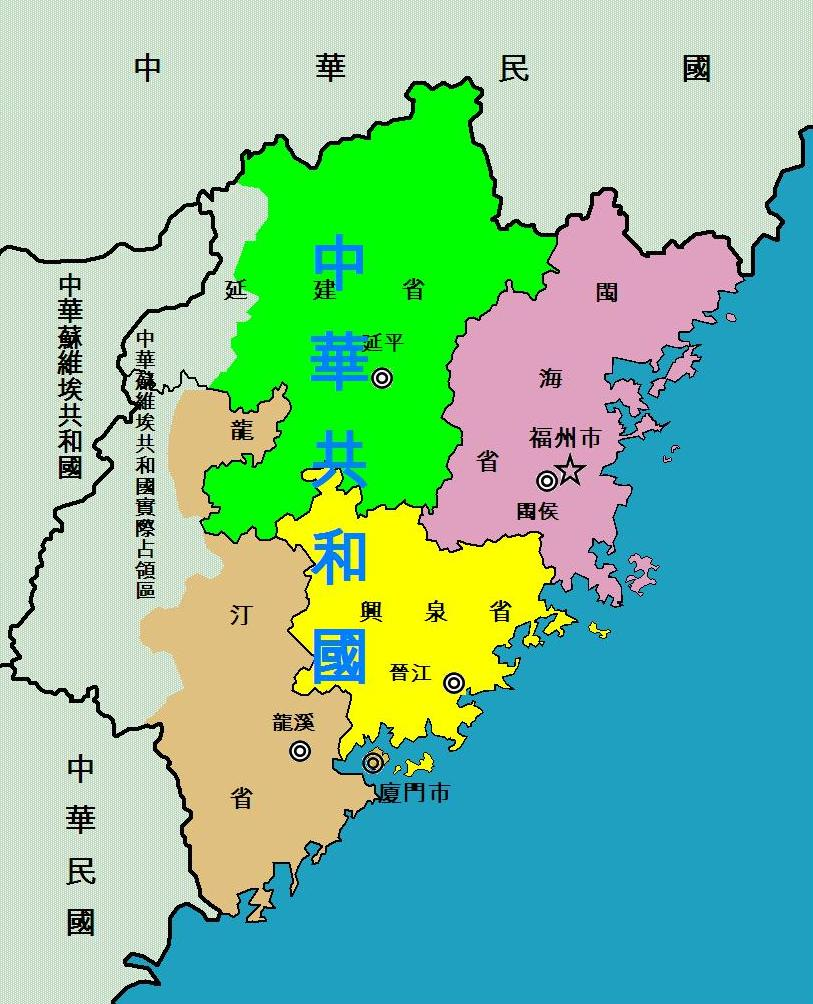
Карта адміністративного поділу народного уряду Фуцзянь

У листопаді 1933 року деякі лідери 19-ї армії Національної революції, зокрема Цай Тінкай, Чень Міншу та Цзян Гуаннай, які здобули популярність завдяки своїй ролі в інциденті 28 січня, були відправлені на південь Китаю для придушення комуністичного повстання. Натомість вони домовилися з повстанцями про мир. У союзі з іншими військами Гоміньдану під проводом Лі Цзішеня лідери 19-го Руху порвали з Чан Кайші та взяли під свій контроль Фуцзянь, де вони дислокувалися, а 22 листопада 1933 року проголосили новий уряд. Головою уряду був Лі Цзішен, Євген Чень був міністром закордонних справ, Цзян Гуаннай був міністром фінансів, а Цай Тінкай був військовим керівником і губернатором провінції Фуцзянь.

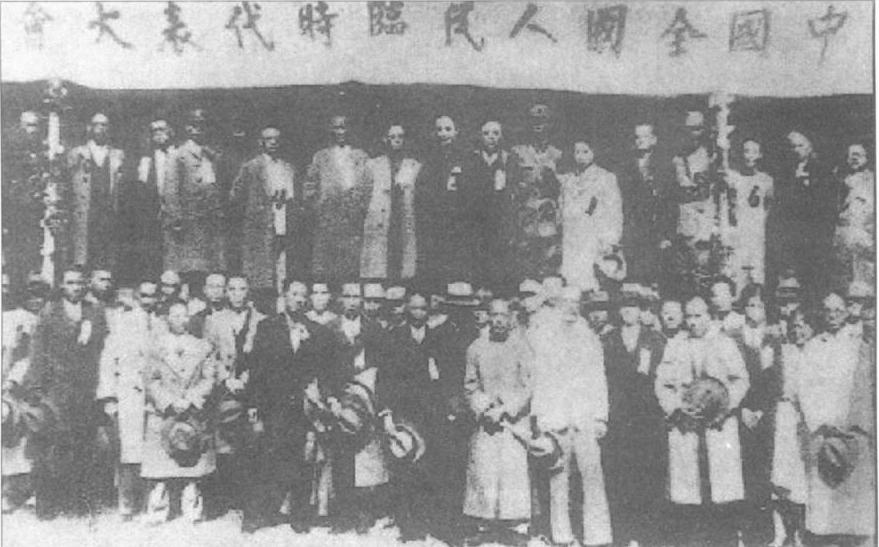
Депутати Тимчасових зборів народних представників КНР

Прапор був червоний, що символізував пролетаріат, і синій, що символізував селян, із жовтою зіркою посередині, що символізувала славну єдність продуктивного народу. Нова держава називалася «Китайська Республіка» (Zhōnghuá Gònghéguó,中華共和國) (на відміну від Республіки Китай Zhōnghuá Mínguó), її заснування було першим роком. 19-та маршрутна армія була перейменована в Народно-революційну армію.
Чень Міншу очолював новостворену Продуктивну народну партію, хоча її підтримувала «Третя партія». Молодіжна партія Китаю розглядала можливість підтримати їх, але її відштовхнули через їх лівість і відсутність реалістичної стійкості. Повстання спочатку підтримала більшість жителів Фуцзяні, але високі податки на підтримку армії знизили його популярність. Крім того, рішення нового уряду порушити спадкоємність шляхом випуску нового прапора, нових символів і час від часу видалення портрета шанованого лідера Сунь Ятсена викликало коливання в багатьох колах. Зайнявши вичікувальну позицію, кліка Нового Гуансі відмовилася підтримати повстанців. Багато хто очікував підтримки Фен Юсяна, але він мовчав. Чень Цзітан і Ху Ханьмінь прихильно ставилися до їхніх цілей, але засуджували їх за розкол країни. Страх перед новою громадянською війною під час японської агресії був основною причиною, чому повстання мало популярність.
Повстанці були мотивовані, серед іншого, особистими розбіжностями з Чан Кайші, протидією сприйнятому умиротворення Японії та їх призначенням на той час відносно бідному Фуцзяні. Цілями нового уряду були повалення уряду Гоміньдану в Нанкіні, різноманітні соціальні та політичні реформи та посилення опору іноземному втручанню в Китай. Повстання призвело до тимчасової зупинки п’ятої кампанії оточення центрального уряду на південному сході Китаю. Однак прихована чи обіцяна допомога повстанцям від Цзянсійської ради Комуністичної партії не здійснилася через спротив 28 більшовиків, і зусилля почали провалюватися.
Гоміньдан відповів на повстання спочатку повітряними атаками, а в січні 1934 року — сухопутним наступом, який швидко призвів до поразки колишньої престижної 19-ї армії. 13 січня 1934 року уряд зазнав поразки, а його лідери втекли або перейшли на бік сил Чан Кайші.